# 峠MAXG
『峠MAXG』(とうげマックスジー)は、2000年1月13日に株式会社アトラスから発売された、プレイステーション用のカーレースゲーム。峠MAXシリーズ最終作にあたる。

## 概要
峠を舞台にしたカーレースという点は変わらず引き継ぐも車の挙動などがよりリアルになり、登場車種も増加している。コンピュータが操る1台の車と連続勝負をする「KING BATTLE」、「TIME ATTACK」、2Pと対戦できる「2PLAYERS」、「STORY」、「GYMKHANA」などのモードが用意されている。

## 舞台
隠しステージを含め、全部で8つのコースが存在する。Tight DownとShort Curcitは前作から引き続き収録。括弧内の大半はストーリーモードにおける実在の地名・山の名前をモデルとした名前で登場する(括弧内に表記)。
名前。
- West Loop Line(安奈峠)…大阪府・阪奈道路
- Tight Down(春賀峠) [注釈 1]…群馬県・榛名山
- South Bridge(伊里江岬)…佐賀県・伊万里湾付近
- Alpine Route(カラカラ岳)…長野県・黒部立山アルペンルート
- North Horizon(札野道路)…北海道・街道
- Red Leaves(将軍坂)…栃木県・いろは坂(第一と第二)
- Short Curcit(ちくまサーキット)…茨城県・筑波サーキット
- East Bay Night…東京都・市街地

## 登場車種
前作まではメーカーから許可を得て実名を出すという作風が確立されておらず、本作からメーカーのライセンスを得て車の実名まで出るようになった。
また車の内部が外から見え、運転手がハンドルやシフトノブを操作したり、サイドブレーキをひく様子が分かる。
太字で表記されている車は、特定の条件を満たすことで出現する「隠しカー」である。
<LIGHT>
- スバル・ヴィヴィオ RX-RA KK4
- スズキ・アルトワークス RS/R CP21S
- スズキ・カプチーノ EA11R
- ホンダ・ビート PP1
- トヨタ・スプリンタートレノ GT-APEX AE86 3ドア前期型
- トヨタ・カローラレビン GT-APEX AE86 2ドア後期型
- トヨタ・MR2 G-Limited AW11
- 三菱・ミラージュ アスティ RX CJ4A
- ホンダ・シビック Type-R EK9
- ホンダ・シビック SIRII EG6
- ホンダ・CR-X SIR EF8
- 日産・プリメーラ 2.0Te HP10
- マツダ・ユーノスロードスター NA8C
- マツダ・ロードスター VS NB8C
- トヨタ・カローラレビン ターボチューンド AE86 3ドア後期型
- マツダ・ユーノスロードスター ターボチューンド NA8C
- ホンダ・シビック SIRII チューンド EG6
- ケイブ・ジムカーナスペシャル GY99S

ラディカルの様な1人乗りレースカー。
- スズキ・RGV250γ SP YJ23A
- ホンダ・NSR250R  SE MC28
- トヨタ・スターレット チューンド KP61
- マツダ・サバンナRX-7 SE-Limited SA22C

<MIDDLE>
- ホンダ・インテグラ Type-R DC2
- 日産・ローレル MEDALIST Club-S HC33
- 三菱・FTO GPX DE3A
- 日産・シルビア 2.0K's S13
- 日産・180SX TypeX RPS13 後期型
- 日産・スカイライン 2.5GT FOUR ENR34
- トヨタ・アルテッツァ RS200 SXE10
- 日産・パルサー GTI-R RNN14
- ホンダ・インテグラ Type-R DC2
- トヨタ・MR2 GT-S SW20
- 日産・シルビア K's S14 後期型
- マツダ・サバンナRX-7 GT-X FC3S
- ホンダ・S2000 AP1
- 日産・シルビア spec-R AERO S15
- トヨタ・アルテッツァ RS200 ターボチューンド SXE10
- 日産・シルビア K's チューンド S14 前期型
- 日産・シルビア spec-R AERO チューンド S15
- 日産・シルエイティ RPS13改 後期型
- マツダ・サバンナRX-7 GT-X チューンド FC3S
- ホンダ・インテグラ Type-R チューンド DC2
- トヨタ・MR2 GT-S チューンド SW20
- 日産・スカイライン 2000 TURBO Intercooler RS-X DR30

<HIGH POWER>
- スバル・インプレッサ WRX sti VersionV GC8
- 三菱・ランサーGSRエボリューションV CP9A
- 三菱・ランサーGSRエボリューションIV CN9A
- スバル・レガシィ ツーリングワゴン GT-B BG5
- スバル・レガシィ ツーリングワゴン GT-B BH5
- 日産・ステージア 25T RS FOUR V WGNC34
- マツダ・RX-7 TypeRS FD3S
- トヨタ・チェイサー 2.5ツアラーV JZX100
- トヨタ・スープラ 3.0RZ JZA80
- 日産・フェアレディZ VersionS TWIN TURBO CZ32
- トヨタ・ソアラ 2.5GT-T VVT-I JZZ30
- 日産・スカイラインGT-R BNR32
- 日産・スカイラインGT-R BCNR33
- 日産・スカイラインGT-R BNR34
- ホンダ・NSX TYPE S-Zero NA1
- 三菱・ランサーGSRエボリューションIII CE9A
- スバル・インプレッサ WRC'99 GC8改
- 三菱・GTO チューンド Z16A 中期型
- トヨタ・スープラ RZ チューンド JZA80
- スバル・インプレッサ WRX チューンド GC8
- 日産・スカイラインGT-R チューンド BNR32
- 日産・スカイラインGT-R チューンド BCNR33
- 日産・スカイラインGT-R V-spec チューンド BNR34
- ケイブ・トラクター TRKC
- トヨタ・カローラWRC
- ケイブ・RX-Z ProtoType YZ34R

ケイブオリジナルのスポーツカー。駆動方式はFR。

## ストーリーモードと登場人物
今作では前2作に比べてストーリーモードの内容が非常に充実している。個性豊かなキャラクターに加え、序盤での選択肢や谷津坂とに勝負の勝敗によって3つのシナリオに分岐し、物語が展開していく。
また、シナリオのルートによって登場人物の人格・態度が大きく異なる場合があるだけでなく、全く登場しない人物も存在する。以下に表記するキャラクターの特徴はその性格などが大きく異なる場合、複数に分ける。
- 「Talkルート」
- 「Battleルート」
- 「Time Attackルート」

主人公（名前は自由に登録可）
- 車種 ストーリーモード開始時に登録した車種

「峠のメッカ」とも呼ばれる、人口38万人の都市・池中市に1人暮らしをしている。おとなしい性格であまり感情を表に出さない。物事を成り行きまかせにしがちで、人の言う事に丸められやすい。茶髪で前髪が長く目が隠れている。免許を取って軽い気持ちで峠に出向き、そこで高いレベルの走りを見たことにより走りに目覚める。
「Battleルート」では谷津坂との勝負後にチームに参加しナイトクルーズの一員として過ごしていたが、後にチーム存続の抗争に巻き込まれる形となり偽ナイトクルーズやそのチームを仕切る人物「TK」を巡り谷津坂達と奮闘する事になる。
偽ナイトクルーズとの決戦後は「TK」に放棄され残ったメンバーに一緒に組まないかと提案され、承諾するとチームの実力は高まるが谷津坂達はチームを去ってしまう。断ると今までの仲間達とこれまで通りの平穏な日々を過ごす事になる。
「Talkルート」では谷津坂に敗北後にナイトクルーズに加わらず独り伊里江岬へ走りの特訓へ来た際にそこを仕切るまり子と知り合い、走りの練習場として札野道路を教えられそこをホームコースとしまり子を慕う双葉姉妹とも仲間になる。双葉姉妹と仲良くなり一緒に出掛けたカー用品店でドリフトコンテストのチラシを見つけ、そこで成り行きで一子と知り合い彼女とも仲間になり、共にコンテスト参加チーム「疾風少女隊」を組む事になる。ドリフトコンテストで優勝し賞品として温泉旅行を貰い疾風少女隊のメンバーに加え双葉姉妹の要望でまり子と温泉旅行に行くが、選択肢次第では宿泊先の旅館の娘である亜砂子とも知り合いになる。終盤、雑誌の企画でサーキットでナイトクルーズと交流戦になるのだが、「疾風少女隊」というチーム名が仇となり雑誌記者の勝手な解釈で女性のみのチームとして取り上げられる事になり男性である主人公はレースに参加出来なくなる。このシナリオは女性との交流がメインであり、エンディングもそれまでの選択肢によって双葉姉妹・まり子・一子・亜砂子のいずれかの女性との後日談に分岐する。最後の交流戦で引き分けた場合は谷津坂の提案で彼との最終決戦になり、勝利すると今までの選択肢に関係なく谷津坂のエンディングになり、彼とその後も交流が続き共に遠征をし競い合う仲になっている事が語られる。
「Time Attackルート」では谷津坂に勝利後、愛車の不調に気付き坂田モータースへ修理に出すが、同時にメカニックの事を学ぼうとアルバイト出来ないかと訪ねる。当初こそ断られるものの走りの実力をテストされ合格し主に事務と時子の送迎係として雇われる。後に谷津坂とのバトルに時子を巻き込む形になってしまい更にそのバトルで谷津坂が単独事故を起こした事により坂田に激怒され送迎係を降ろされてしまうが、実力自体は坂田に認められており、彼を通して坂田モータースと契約している部品メーカーが出資する弱小レーシングチームからドライバーとしてのスカウトが舞い込み、テストドライバーとなる。
水野陽司
- 車種 MR2 SW20

かつては地方最速を誇った走り屋グループ「ナイトクルーズ」の、再結成後のリーダー。理由はチーム所属歴が長いということである。大らかな性格で面倒見が良い。走り屋チームのリーダーでありながらも、普段走ることはほとんどない。妹に同じくナイトクルーズ所属の洋子がいる。
「Battleルート」では再結成後のチームの力不足に落胆しており、表ではチームのリーダーとして振る舞うも裏では今のチームを解散させ高実力者を集め強いチームを再構成するための作戦を計画し暗躍する。紫堂や流石ら実力者を仲間にし現チームのメンバーを負かそうとするも、新人の主人公や谷津坂の高い実力によって作戦は失敗に終わる。裏での活動の際にはキャップに大きな丸いサングラスの風貌、ドリフトコンテストでは坂田が昔名乗っていた「TK(峠キング/Touge King)」という名前で出場する。
「Talkルート」では主人公がナイトクルーズに加わらず「疾風少女隊」を結成し活動していた事に関して「結局身内で甘やかしあう道を選んだのか」と失望していたが、サーキットでの交流戦で主人公が谷津坂に勝利した際「実際は負けから立ち直りメンバーからも信頼されるリーダーになっていた」と考えを改め実力と信頼を高めた主人公を讃えた。
橋本薫
- 車種　スカイラインRS R30

ナイトクルーズのメカニック担当。サングラス(もしくは色メガネ)をかけており、関西弁を話す。主人公にセッティングのアドバイスをすることがある。
谷津坂京介
- 車種　シルビア S14(S15)

加入歴半年の新人でありながらも、ナイトクルーズのエース。赤く染めた髪とトライバル柄の黒いライダースジャケットが特徴。どのシナリオへ進んでも主人公とはライバル関係になる。冷めた性格で口調は厳しく、挑発的な性格で、何かと文句を付けたがる面がある。
「Battleルート」では主人公と共に偽ナイトクルーズ打破の為に奔走し、偽ナイトクルーズとの勝負に全勝し残された流石らと手を組まなかった際のエンディングでは主人公とタッグを組み、様々な峠へ遠征をしていく。エンディングの会話ではゲーム中で唯一微笑を見せる。
「Talkルート」ではサーキットでの交流戦で引き分けになった場合、谷津坂の提案で企画の趣向は無視し主人公との決戦を迎える事になる。主人公がレースに勝利すると雑誌にはこのバトルは無かった事にされ交流戦は引き分け扱いとして小さく取り上げられるものの、上記ルートと同様に主人公と共に各地の峠へ遠征する仲になった事が語られる。
「Time Attackルート」では主人公に敗北後も再戦を望み何度か立ち塞がるが、カラカラ岳での勝負の際に事故を起こしてしまい、軽傷ではあったが病院に運ばれた。ドリフトコンテストの際には車は損傷が酷く出場は見合わせたものの優勝した主人公の前に現れ、またいつか峠に戻って来るのかを主人公に問いかける。
水野洋子
- 車種 (シビック EG6)

ナイトクルーズの一員で、水野洋司の妹。車を持っていないため雑用係であるが、どのルートでも後半で自分の愛車を手に入れる。ナイトクルーズに強い思いを持っており、チームを悪く言おうとする走り屋に対しては厳しい態度を見せ、チームに入った主人公に対しては勝利の為にプレッシャーをかけることが多い。
「Battleルート」では同ルートのヒロインとして主人公と同伴する場面が多く、車は無いものの共にナイトクルーズ存続の為に駆ける。偽ナイトクルーズとの決戦後、陽司が走り屋を引退したのは自分にも責任があるのではと気にしていた主人公に対して「兄ちゃんはあれで良かった」と主人公に非は無い事と、今はドライブに出掛ける事が増え楽しそうだと話す。同時に兄の車をタクシー代わりに使えなくなったのもあり念願の車を買う。
「Time Attackルート」では車を購入し運転の上達が早いことに自信をつけ、高橋を連れて主人公に勝負を仕掛けてくる。
高橋純一
- 車種 インテグラ DC2 (日産・スカイラインGT-R R33)

新人ドライバー。メガネをかけたその風貌と走り屋チームを研究したりする姿勢から、オタクのような印象が強い。主人公とは最初に知り合いになる。内気でおとなしい性格で口論は苦手だが知的な一面を時折見せる。ナイトクルーズに憧れており、どのルートでもチームメンバーになる。
紫堂進矢
- 車種 FTO DE3A

「Battleルート」にのみ登場。金髪のオカッパ頭に大きい丸縁のメガネという奇抜な格好が特徴。勝負して勝った相手の車のパーツ、ステッカー等を勝利品としてコレクションしていることから「首狩り」の異名を持つ。相手のデータを重要視しており勝てると分かった相手としか勝負をしないが、新人だったためデータの無かった主人公に負ける。彼からはこの勝負に際して「負ければコレクションを全て破棄する」という条件がつけられていたが、これを飲み敗北する。
流石聖
- 車種 チェイサー JZX100

「Battleルート」にのみ登場。長髪にピンクのヘッドバンド、両手にグローブを着けている。水野の作戦により主人公と対決することとなるが、2度敗北する。ドリフトでその名を轟かせているが卑劣な性格の持ち主で、かなりの負けず嫌い。その為主人公を怒らせる発言をいくつもしている。彼がドリフトした後、道路に残ったタイヤ痕が雨が降っても消えないことから「黒ステッカー」の異名が付いている。車雑誌でコラムを書いているほどの著名人だが、高橋に自らのサインを薦めている。
水野の計画が失敗に終わったあとは、真弓や主人公と手を組み各地に遠征をしていく。
双葉真弓
- 車種 スプリンタートレノ AE86

短いマッシュルームカットが特徴的。双葉姉妹の一人だが、冴子とは対照的に気が強い性格の持ち主。
「Talkルート」では高校生として登場。まり子を慕っている。補習後に札野道路へ走りに来た所に先に来ていた冴子と話す主人公と遭遇する。主人公に対しては最初こそトゲのある接し方をしていたものの勝負後に主人公の実力を認め彼と親しくなり冴子と主人公とで出掛けたりしている。「走り屋はハチロクに乗るもの」だと思っている。個別エンディングでは受験生になっており峠に行く機会が減りチーム活動もほぼ出来ていないようだが、主人公との交流は続いており彼に受験対策の勉強を教えて貰っていた。
「Battleルート」では水野による偽ナイトクルーズの一員として登場する。こちらでは悪役ポジションであり、冴子と二人で「双子の悪魔」という異名を持っている。峠で主人公の車に乗車しコンビニに寄らせ彼の走りの実力を偵察するが、その際にトイレに行きたいと強調していた為に主人公に「トイレ女」という呼び名をつけられた。水野の計画が失敗に終わった後の選択肢次第で流石や主人公と手を組み各地に遠征をしていく事になる。
双葉冴子
- 車種 カローラレビン AE86

双葉姉妹の一人。ロングヘアーで真弓とは内外面で大きく異なっており、話すときは必ず敬語を使う。冷静で気の強さも持ち合わせる一方、天然な要素も入っており「Talkルート」ではそれが顕著である。
「Talkルート」では真弓と同じく高校生として登場。彼女もまり子を慕っている。真弓より先に札野道路に来ていたが一人ではタイヤ交換が出来ず、たまたま来ていた主人公を見かけるとタイヤ運びを頼み、自転車のタイヤ交換だと思っていた主人公は車と車内に積まれたタイヤを見て驚いていた。真弓と同じく「走り屋はハチロクに乗るもの」だと思っている。主人公との勝負後は彼と親しくなり彼と真弓の三人で出掛けたりしている。個別エンディングでは真弓と同様受験生であり峠には行けていないようだが、代わりに買い物やゲームセンターで気晴らしをしている。主人公との仲間関係は続いており彼に受験対策の勉強を教えて貰っていた。
「Battleルート」では水野による偽ナイトクルーズの一員として真弓と同じく悪役として登場。こちらでは真弓と二人で「双子の悪魔」という異名を持っていたが、その異名とは裏腹に可愛く礼儀のある女性だったので主人公は戸惑っていた。
栃倉一子
- 車種 フェアレディZ CZ32

「Talkルート」にのみ登場。近所のカーショップ「AUTO MAX」の店員。主人公が冴子、真弓とドリフトコンテストに共に出場してくれる人を探していることを知り、思い切って主人公に「アタック」する。その拍子に落ちた主人公のカギを人質にとって自分をメンバーにする（選択によってはコンテストの応募締め切りを利用し閉店まで3人を待たせる）という傲慢かつ大胆な性格だが、その一方で非常に強い天然さを持っており真弓を困らせることもある。ドリフトコンテストに出場する為に結成したチーム「疾風少女隊」の名前を考えたのは彼女であり、一人だけ男性の主人公がチーム名を突っ込んでいた。チームには明確なリーダーは居ないが彼女が仕切っている事が多く、ナイトクルーズとの交流戦の話を雑誌の記者と進めていたのも彼女である。
個別エンディングではその後も疾風少女隊の会員を増やしているようだが、このエンディングでは主人公は再び一人で走り屋活動をしているようでチームとの関わりが殆ど無くなっていた。主人公は一子にチームの近況を聞く為たまにAUTO MAXに買い物に来ているが、その度に彼に発注ミスした商品や売れ残り在庫を売り付けようとしていた。
片貝亜砂子
- 車種 ランサーエボリューション CN9A

カラフルなニット帽とジャージを着ており、肌が若干黒い。ギャル系のような雰囲気で口調は強い。
「Talkルート」では疾風少女隊がコンテストの賞品である温泉旅行で宿泊に行った旅館の娘。主人公が浴場で頭を洗おうとしてシャンプーが無く困っていた時に壁越しが女湯なのに気付き、女性メンバーから借りようと声かけするもなかなか気付かれずどうするかの選択肢で「あきらめない」を選ぶと登場し、シャンプーを借りるのを諦めた場合は登場しない。温泉でノゾキの見張りをしていた時に怪しい行動をしていた主人公を見つけノゾキとみなしタオル一枚巻いただけの姿で主人公の目の前に現れ一方的に犯人扱いし、冤罪を訴える主人公に亜砂子の裸を見た事を指摘し彼を交番へ連行しようとするが、主人公が先のドリフトコンテストの優勝チームのメンバーだと分かると警察へ連行しない代わりとして将軍坂で走りの勝負をさせる。勝負後は主人公と親しくなり彼にまたこっちに遊びに来るようにと声をかけた。サーキットでのナイトクルーズとの交流戦では一子から電話でタダでサーキットを走行出来る事を聞き駆けつけたが、交流戦に参加出来なくなった主人公の代わりに疾風少女隊のメンバーとして水野と勝負する事になる。個別エンディングでは主人公と車で出掛けるなど親密になった様子。また、白いハットとワンピースを身に着けた色白の、以前の彼女とはかなり変化した清楚な姿を見ることができる。
「Time Attackルート」では時子が通う幼稚園の先生である。このシナリオでは名前は表記されず、この役のみの登場であり性格や口調も全く異なる。
長野健
- 車種 パルサー RNN14

「Battleルート」にのみ登場。太い揉み上げが特徴。飲食店で信濃とナイトクルーズ(偽)について愚痴をこぼしているのが主人公と谷津坂の耳に入り、谷津坂の挑発に乗り対戦することとなる。攻撃的な性格で、止めに入った主人公を殴って気絶させるという短気さがあるが、勝負の後は主人公と仲が良くなる。謎のTKについて情報もいくらか提供しており、サングラス姿の男が水野であることは彼の発言によって明らかになる(選択肢によっては男の正体がはっきりしないままである)。雪上の走りには絶対の自信がある。
信濃竜子
「Battleルート」にのみ登場。長野健と共にナイトクルーズの悪口を言っていた。長野と同じく攻撃的な態度で話すが、勝負後は長野と同様に主人公と仲良くなる。
蘭堂まり子
- 車種 NSR250R (ランサーエボリューションIV CN9A)

「Talkルート」にのみ登場。派手な外見ではなく、大人っぽい雰囲気の女性。元ナイトクルーズのメンバーで、水野とは付き合いが長い。かつては女王と呼ばれた程の実力者であったが、チームが解散してからはバイク乗りに転身。上下関係の徹底や速い者だけが偉い風潮が嫌いで、ナイトクルーズ再結成時にチームに参加する事は無かった。
双葉姉妹から慕われており、ドリフトコンテストの賞品である温泉旅行の際も本来は「疾風少女隊」として参加していないものの双葉姉妹にせがまれ同行する事に。旅行先の将軍坂では一子に車を借り久しぶりに車に乗り、主人公と対決する。ナイトクルーズとの交流戦時は双葉姉妹からサーキットがタダで走れる事を電話で聞き知り合いの車を借りてフリー走行する為に駆け付けたものの、交流戦に参加出来なくなった主人公の代わりに成り行きで「疾風少女隊」のメンバーとして、かつてのチームメイトである水野と勝負する事に。個別エンディングでは雑誌に交流戦で勝ったことが大々的に取り上げられ、まり子も有名になったのだが一子と双葉姉妹が疾風少女隊として活動を続ける中で彼女は「自分の所属チームは後にも先にもナイトクルーズだけ」としてチームには参加せずバイク乗りを続けている。主人公とはいい関係になっており、車が無いので天気の悪い日は主人公の車で一緒に買い物したり、二人でドライブに出掛けているようである。
坂田真
- 車種 (ステージア WGNC34)

車の整備工場である有限会社「坂田モータース」を営んでいる。坊主に作業服の姿で登場。好物は「わさびきのこアイス」。
「Battleルート」ではかつてはナイトクルーズのリーダーを務めていた。愛想が良く明るい口調が特徴。TKについての情報を主人公に教える代わりに勝負を申し込むが、長年走らなかったことにより腕が鈍っており敗北。
「TK」というのは坂田が現役時代にチーム内で呼ばれていた通り名の略であり、遠征先で無敗を誇る走りの実力の高さから「峠キング」、それを略してTKと呼ばれていた。後に坂田は今まで違う形で車と関わる事を望み、走り屋を引退すると同時にTKの称号も捨てた。そして坂田と同様の思いを持つメンバーも彼と同じタイミングで引退しナイトクルーズが一度解散した。
「Time Attackルート」では上記のシナリオとは大きく異なり、厳しい性格の持ち主で冷徹な雰囲気のある人物。プロレーサーを目指して走りを始めた。走り屋が大の嫌いでその走りを「ガキの遊び」と言い放っているが、主人公の高い運転技術を認め会社に雇うことによって以後彼とは長い付き合いとなる。谷津坂が主人公との勝負の最中に事故を起こしたときには病院に駆け付け、危険な状況下で走った主人公を叱り、殴り飛ばした。
しかし、主人公の運転技量自体は評価しており契約先の会社のテストドライバー候補に主人公の名前を挙げるなどしていた。
坂田アキ
「Time Attackルート」にのみ登場。坂田真の妹。坂田モータースでのスケジュール管理を仕事としている。幼く見えるが実は主人公と同い年である。無愛想でスケジュール管理が無茶苦茶な兄に振り回されているものの、兄妹仲は悪くはない。主人公は当初彼女らを夫婦だと勘違いしていた。
主人公がプロレーサーとなってからは、彼のマネージャー的役割を担う。
山野次郎
「Time Attackルート」にのみ登場。坂田モータースの従業員。温厚な性格の持ち主。かつては坂田と共にプロレーサーを目指していたが、坂田が自分の会社を持った事、自身に娘が出来た事を機に現在の職に就いた。谷津坂とのバトルでの一件以来自主的に車から疎遠になっていた主人公にドリフトコンテストの事を教え、参加を促す。
山野時子
「Time Attackルート」にのみ登場。山野次郎の娘。幼稚園児で、峠MAXシリーズに登場するキャラクター中最年少である。アキ曰く「ゆりかごの代わりに車の中で育った」らしい。「さんこうたいむ(参考タイム)」の情報が入った携帯電話を所持している。
大門
「Time Attackルート」にのみ登場。坂田モータースと契約している部品メーカーの社員。坂田とは旧知の真柄。坂田から主人公の話を聞き、会社が出資するレーシングチームにスカウトする。